# Daisuke Sudo
Daisuke Sudo (須藤 大輔 Sudo Daisuke?), född 25 april 1977 i Kanagawa prefektur, är en japansk före detta fotbollsspelare.
Sudo började sin karriär 2000 i Mito HollyHock. Efter Mito HollyHock spelade han för Shonan Bellmare, Ventforet Kofu, Vissel Kobe och Fujieda MYFC. Han avslutade karriären 2010.